# Catchphrase
En catchphrase er et udtryk, der bliver gentaget mange gange. De stammer ofte fra populærkultur og kunst og spredes typisk gennem en blanding af massemedier (som litteratur, film, fjernsyn, radio) og ved mund-til-mund. Nogle er blevet "varemærker" eller "signaturer" for den person, fraser stammer fra, og de kan gøre at skuespillere bliver typecastet (på både godt og ondt) til bestemte roller.
Eksempler er "Go ahead, make my day", der bliver sagt af Clint Eastwoods Harry Callahan i filmen Dirty Harry vender tilbage og "I'll be back", som Arnold Schwarzeneggers robotkarakter siger i Terminator 1984.

## Kultur
Ifølge professor i psykologi på Kansas State University Richard Harris, som har forsket i, hvorfor folk kan lide at citere film i hverdagen har sagt: "Folk gør det for at føle sig godt tilpas, for at få andre til at grine, og for at få sig selv til at grine". Alle deltagerne i undersøgelsen havde brugt filmcitater i en samtale. "De citerer hovedsageligt komedier, dramaer og actionfilm." Gyserfilm, musicals og børnefilm bliver stort set aldrig citeret.

## Yderligere læsning
- Barba, Francesca (2012). Catchy Phrases: over 2000 Catchy Slogans Ideas, Powerful Copy Connectors, Catchy Phrases for Business Tag lines, Magnetic Blog Triggers, ... Arkiveret fra originalen 28. november 2012. Hentet 25. februar 2016.
- Parkinson, Judy (2003). Catchphrase, Slogan and Cliché: the origins and meanings of our favourite expressions. London: Michael O'Mara. (previously published as: From Hue and Cry to Humble Pie in 2000)
- Partridge, Eric (1894–1979) ed. Beale. A Dictionary of Catch Phrases, American and British, from the sixteenth century to the present day (enlarged trade paperback edition) Lanham, Maryland: Scarborough House, 1992. ISBN 0-8128-8536-8. E-book ISBN 0-203-37995-0
- Rees, Nigel (2001). Oops, Pardon, Mrs Arden! An Embarrassment of Domestic Catchphrases. London: Robson Books. ISBN 1-86105-440-8.
- Turner, Chris (2004). Planet Simpson: How a Cartoon Masterpiece Documented an Era and Defined a Generation. Foreword by Douglas Coupland. (1st udgave). Toronto: Random House Canada. ISBN 978-0-679-31318-2. OCLC 55682258.